# Hans Jönsson (biskop)
Hans Martin Jönsson, född den 11 juli 1968, är en svensk kyrkoman. Han är systerson till Gösta Vitestam.
Jönsson, vars namn på lettiska skrivs Hanss Martins Jensons, är sedan 6 augusti 2016 biskop för Liepaja stift i Lettlands evangelisk-lutherska kyrka. Jönsson har anknytning till Missionsprovinsen i Sverige.